# Сокур (Саратовская область)
Сокур — село в Татищевском районе Саратовской области России. Входит в состав муниципального образования Вязовское.

## География
Сокур располагается на севере Татищевского района в 62 километрах от Саратова и примерно 55 километрах от Татищево.Последние 30 лет дорога к селу капитально не ремонтировалась.
Немного севернее села находятся живописные пруды, заросшие камышом и уничтоженные безобразным управлением. Протекающая через село речка Сокурка впадает в реку Чардым.

### Уличная сеть
Аптечная, Босова, Братская, Заречная, Молодёжная, Мостовая, Нижняя, Подгорная, Советская, Средняя, Чапаева, Школьная, Юбилейная.

## История
Село Сокур было основано в первой половине XVIII века (примерно в 1748 году; На въездном знаке информация о 1717 годе основания). Первыми жителями были покровские крестьяне, преимущественно выходцы из Харьковской губернии, бежавшие на правый берег Волги от тяжёлого труда солеразработчиков, и пахотные солдаты, переведённые в этот район и приписанные к основанным в тот же период близлежащим укреплённым поселениям, таким как Гремячка, Лох, Алексеевка, Еткара.
В составе Российской империи село являлось центром Сокурской волости Саратовского уезда Саратовской губернии. По данным переписи населения 1911 года в Сокуре проживало 4269 приписных и 168 посторонних человек, национальный состав — русские и украинцы. Функционировали православная церковь, земская и церковно-приходская школы, больница и ветеринарный пункт, базар, ярмарка. Церковь в Сокуре была единственной в волости, к её приходу также были приписаны школы грамоты в деревнях Афанасьевка и Каменка, церковно-приходская школа в Бобовке.
На северо-восточной окраине села Сокур возвышается гора Серковая. Говорят, что под той горой была пещера, где скрывался предводитель бунтарей, сподвижник легендарного Кудеяра — Серко. Оба они были активными участниками восстания под предводительством Степана Разина. В народе Серко пользовался большим уважением, бедняки видели в нём своего заступника. В память о Серко и назвали гору его именем.
В середине XIX века в Сокуре насчитывалось 685 дворов, имелись овчарня и мельница. Крестьяне, изначально вольные, затем принадлежавшие помещикам Голицыну и Коллерову (причём первый закрепостил Сокур незаконно), после отмены крепостного права образовали два общества, село стало центром Сокурской волости Саратовского уезда Саратовской губернии.
Октябрь 1917 года в Сокуре прошел неспокойно. Когда в Сокуре услышали о революции в Петрограде, крестьяне напали на барское имение и разгромили его. По улицам Сокура ходили демонстранты с самодельными красными знаменами, на которых было написано «Вся власть Советам!». В разных местах Сокура устраивались митинги, где произносились приветственные речи о революции, Ленине, земле.
До сих пор сокуряне помнят названия улиц села: Вакульевка, Рущино, Марьевка, Большая Ширинка. На Рущине (сейчас улица Братская) жили русские. За рекой жили в основном украинцы, поэтому и улица именовалась Вакульевкой (Вакулы) — сейчас улица Заречная. От старой церкви до новой простиралась улица Большая. Село славилось базарами и ярмарками. На Большой улице стояли ряды торговцев с разнообразным товаром.
Базары проводились каждую неделю по воскресеньям, ярмарки организовывались два раза в год, 1 октября и в Троицу.
В 30-х годах XX века начали образовываться колхозы. В Сокуре образовался колхоз им. Крупской. Затем его преобразовали в колхоз «Заря коммунизма», ставший передовым.
Вместо старых школ была открыта новая семилетняя.

## Население
| 2002 | 2010 |
| ---- | ---- |
| 928  | ↘776 |

### Национальный состав
По данным переписи населения 1911 года в Сокуре проживало 4269 приписных и 168 посторонних человек, национальный состав — русские и украинцы.

## Известные уроженцы, жители
- С 1917 по 1929 год в Сокуре жил, учился и работал Герой Советского Союза — Алексей Петрович Босов.
- Здесь родилась русская и советская оперная певица Пасхалова, Алевтина Михайловна.
- Здесь родился и быстренько уехал отсюда российский футболист— Дмитрий Алиевич Кабутов.2 гола за 117 игр многого стоят (https://100bombardirov.ru/plr/k/dmitry_kabutov.63295a.htm)

## Инфраструктура
Было развито коневодство, овцеводство, скотоводство.
В селе имеется общеобразовательная школа-девятилетка, вновь открыта сохранившаяся церковь. Дом культуры (ранее каменное здание, где располагалось волостное управление и банк).

## Достопримечательности
- Памятник односельчанам, погибшим в Великой Отечественной войне (1981; ул. Юбилейная, во дворе школы)
- Памятник-бюст Герою Советского Союза А. П. Босову (1975; ул. Советская д. 14, у здания администрации).
- Храм в честь Покрова Божией Матери является памятником истории и культуры регионального значения. Очень хорошо сохранился внешне и до сих пор удивляет своим масштабом. Он был построен тщанием прихожан и освящен в 1902 году. При храме была установлена временная деревянная колокольня, которую должна была заменить каменная, два придела планировалось освятить во имя Архистратига Михаила и Сергия Радонежского, однако этим планам помешали осуществиться Первая мировая война и последовавшие за ней революции. Новыми властями храм был закрыт, в его помещении был размещён склад. В настоящее время избежавшее серьёзных разрушений здание возвращено епархии. 5 июня 2010 года митрополит Саратовский и Вольский Лонгин совершил в Сокурском храме первую со времен его закрытия Божественную литургию.
- В Сокуре также сохранился являющийся архитектурным памятником областного значения — подвесной мост-плотина, отметивший в 2009 году свой 100-летний юбилей. Согласно двум дореволюционным металлическим плитам, украшающим опоры, мост был построен в 1909 году при саратовском губернаторе С. С. Татищеве распоряжением уездного земства по проекту техника С. Г. Грингофа трудом пострадавших от неурожая 1908 года крестьян Сокурской волости.

## Транспорт
С областным центром село связано рейсовым автобусом № 454. Региональная автомобильная трасса Р158, соединяющая Саратов и Петровск, проходит в 19 километрах западнее Сокура.В времена снегопадов автобус выехать из деревни не может.